# Pseudohomonyx luzonicus
Pseudohomonyx luzonicus är en skalbaggsart som beskrevs av Miyake och Yamaya 2000. Pseudohomonyx luzonicus ingår i släktet Pseudohomonyx och familjen Dynastidae. Inga underarter finns listade i Catalogue of Life.